# 阿尔马卢埃斯
阿尔马卢埃斯，是西班牙卡斯蒂利亚-莱昂索里亚省的一个市镇。总面积159平方公里，总人口264人（2001年），人口密度2人/平方公里。